# Wrogowie rozumu
Wrogowie rozumu (ang. The Enemies of Reason) – dwuczęściowy telewizyjny film dokumentalny, którego scenariusz napisał i który wyreżyserował brytyjski naukowiec Richard Dawkins.
Od autorów:
Czy rozsądne jest, by martwi mogli komunikować się z żywymi i radzić im, jak mają żyć? Co myślisz o wbijaniu igieł w ciało, by poczuć przepływ energii chi i wyleczyć się z chorób? Albo wyginaniu łyżeczek samym tylko umysłem? Czy jest to racjonalne? Richard Dawkins nie sądzi, by tak było, i uważa za swój obowiązek przedstawić te obszary przekonań, które istnieją bez naukowego dowodu i wciąż trzymają ludzi w mocy zaklęcia. Spotyka się z czołowymi zwolennikami, ludźmi mającymi autorytet w swojej dziedzinie, także z ofiarami ich praktyk i przedstawia historię tych ruchów – od szarlatanów, którzy wykorzystują te techniki, po eksperymenty i testy, które nie dowiodły ich skuteczności.
Film został po raz pierwszy wyemitowany w sierpniu 2007 przez stację telewizyjną Channel 4 w Wielkiej Brytanii, jako swobodna kontynuacja innego filmu dokumentalnego Źródło wszelkiego zła?. Został też pokazany w programie drugim polskiej telewizji w grudniu 2009.

## Odcinek 1: Niewolnicy przesądów
Dawkins wskazuje na osiągnięcia naukowe i opisuje je jako wyzwalające „większość z nas” z przesądów i dogmatów. Bierze ze swojego poprzedniego filmu Źródło wszelkiego zła? rozróżnienie zabobon-racjonalizm (przesąd-rozsądek), po czym stwierdza, że rozsądek stoi w obliczu „epidemii zabobonu”, który „zubaża naszą kulturę” i wprowadza różnych guru, namawiających nas do „ucieczki od rzeczywistości”. Stwierdza, że nadeszły „niebezpieczne czasy”, i powraca do osiągnięć naukowych, w tym wydłużenia ludzkiego życia. Zwraca uwagę ku astrologii, którą krytykuje za stosowanie szablonowych metod pozbawionych dowodów. Odnosząc się do zakrojonych na szeroką skalę eksperymentów testujących astrologię i mówiąc o prawdziwym pięknie astronomii, wyraża żal, że połowa społeczeństwa brytyjskiego – więcej niż jakakolwiek pojedyncza religia – wierzy w zjawiska paranormalne.
Odwiedza medium Simona Goodfellowa, który widząc Dawkinsa mówi o jego przejściu na emeryturę – co większość ludzi w jego wieku by uczyniła, ale nie Dawkins. Następnie medium wyraża sprzeczne ze sobą opinię, czy rzekomy „duch G”, z którym się ma komunikować, jest, czy też nie jest członkiem rodziny Dawkinsa. Potem próbuje zasugerować, że ten duch był w wojsku, co znowu jest typowe dla zmarłych krewnych w wieku Dawkinsa, ale do niego akurat nie pasuje. Cornell kończy, podając wyjaśnienia, dlaczego jego moce zawiodły, ale wtedy Dawkins stwierdza, że nadzwyczajne twierdzenia wymagają nadzwyczajnych dowodów, i później rozmawia ze sceptykiem Derrenem Brownem o mylących sztuczkach używanych przez szarlatanów.
Dawkins odwiedza kościół spirytualistów, dokonuje krytyki rzekomych dowodów na rozmowy ze zmarłymi, jakie ma przeprowadzać medium Craig Hamilton-Parker, i dodaje, że wielu ludzi padło ofiarą obsesji na punkcie takich obrzędów i nie mogąc się pogodzić ze stratą ukochanych bliskich bywa na nich regularnie. Craig Hamilton-Parker mówi, że jego moce psychiczne udowodniły swą skuteczność wbrew racjonalizmowi. Dawkins kończy badanie seansu stwierdzając, że argumenty oparte są na niesprawdzalnych, osobistych, subiektywnych opowieściach i porównuje je do religii.
Dawkins następnie opisuje historię badań echolokacji i wskazuje, że zjawisko to zostało wyjaśnione przez gromadzenie i analizę potwierdzonych naukowych dowodów. Odwiedza psychologa Chrisa Frencha, który przeprowadza badanie różdżkarstwa, stosując metodę podwójnie ślepej próby. Żaden z różdżkarzy nie radzi sobie lepiej w znaczący statystycznie sposób, wszystkie różnice wynikają z rachunku prawdopodobieństwa. Choć różdżkarze są zaskoczeni, Dawkins i French zauważają, że żaden z nich nie przestał wierzyć w swoje moce i używają różnych wyjaśnień (French zauważa, że niektóre mają charakter usprawiedliwień), by móc dalej żyć w przekonaniu, że się je posiada. Następnie Dawkins przystępuje do próby wyjaśnienia wiary w zjawiska paranormalne łącząc psychologię i teorie ewolucji, mówi „nie chcemy wierzyć, że rzeczy po prostu się wydarzają”, i sugeruje, że przesąd jest czymś w rodzaju błędu popełnianego przez gołębie Skinnera.
Dawkins przeprowadza wywiad z Satishem Kumarem o idei „drzewości” i „skałości” (treeness, rockness). Dawkins zauważa, że są to twierdzenia zupełnie pozbawione dowodów. Odwołuje się do twierdzenia, jakoby „nauka była chłodna”, mówiąc, że świat jest tak cudowny, a słowo „światowy” (ang. mundane) ma zupełnie inne znaczenie niż etymologię. Zauważa smutny trend długoterminowy w spadku ilości uczniów mających piątki z nauk ścisłych, takich jak chemia i fizyka. Wskazuje, że częściowo odpowiada za to system edukacyjny w Wielkiej Brytanii, który zachęca uczniów, by cenili osobiste odczucia ponad dowody i rozsądek.
Przeprowadza wywiad z relatywistą Stevenem Fullerem i krytykuje go za to, że „jest tak blisko prawdy, ale… tak bardzo się myli”. Fuller twierdzi, że różni ludzie mogą odmiennie interpretować te same dowody, wskazuje także na pożytek z internetu, z czym Dawkins się zgadza, ale zauważa niebezpieczeństwo, jakie stwarza w łatwym tworzeniu i publikacji fałszywych dowodów. Wskazuje na fakt, że afera z rzekomym szkodliwym wpływem szczepionki MMR (skojarzona szczepionka przeciw śwince, odrze i różyczce; por. kontrowersja szczepionkowa) spowodował powstanie wielu absurdalnych teorii spiskowych związanych z rządem brytyjskim. Dawkins podsumowuje mówiąc, że rozsądek „zbudował dzisiejszy świat, jest cenną, ale delikatną rzeczą”.

## Odcinek 2:  Nieracjonalna służba zdrowia
Sprawdza rosnącą nieufność wobec opartej na nauce medycynie, pomimo jej udokumentowanych sukcesów, takich jak zwalczenie bądź opanowanie wielu chorób zakaźnych, szczepienia ochronne, wynalezienie antybiotyków i przedłużenie średniej długości życia. Stwierdza, że z powodu lęków wywołanych kontrowersyjnym dokumentem wiążącym szczepionki z autyzmem co piąte brytyjskie dziecko nie ma obecnie podstawowych szczepień przeciwko odrze, śwince i różyczce.
Dawkins krytykuje rosnący rynek tzw. medycyny alternatywnej, którego nie dotyczą te same rygory obiektywności i statystyki, jakie stosowane są wobec lekarstw wytwarzanych metodą naukową (przy użyciu podwójnej ślepej próby). Bez sprawdzalnych dowodów terapie alternatywne muszą polegać na tendencyjnych opowieściach przekazywanych z ust do ust. Posiadają one dziwaczne uzasadnienia i rytuały i czasem używają pseudonaukowego żargonu, jak np. „energia”, „wibracja”, „teoria kwantowa”, by wzbudzić większe zaufanie u pacjenta.
Homeopatia jest wyróżniona jako przykład nurtu medycyny alternatywnej, mającej wsparcie instytucji państwowych oraz finansowanie z podatków za pośrednictwem National Health Service. Dawkins wyjaśnia, że nie istnieje żadne naukowe wyjaśnienie tej metody, i udowadnia, że zastosowana skala rozpuszczenia jest tak wielka, iż pacjenci piją czystą wodę. Przykładem jest typowa dla homeopatii skala rozpuszczenia 30C (1:10030, czyli 30-krotne powtórzenie operacji polegającej na 100-krotnym jego rozcieńczeniu i zastosowanie tak otrzymanego roztworu w charakterze roztworu wejściowego w kolejnym etapie), która wygląda jak rozpuszczenie kropli aktywnego czynnika w ilości wody większej niż objętość oceanu. Dawkins cytuje meta-analizę opublikowaną w 2005 r. w czasopiśmie naukowym „Lancet”, z której wynika, że żadne badania nie dowiodły skuteczności homeoterapii.
Dawkins przypuszcza, że praktykujący tzw. medycynę alternatywną spędzają więcej czasu rozmawiając z pacjentem niż prawdziwy lekarz. Z wywiadu z profesorem Nicholasem Humpreyem wynika, że istotnie uwaga poświęcona pacjentowi może wywołać efekt placebo, ale nie może zastąpić prawdziwej medycyny opartej na nauce.
Odcinek Dawkins kończy odwołując się do sceptycznej, racjonalistycznej analizy opartej na dowodach, mówiąc, że to rozsądek uwolni nas od przesądów i dał nam wieki rozwoju cywilizacji, a porzucamy go na własne ryzyko.